# Myrskyntuoja
Myrskyntuoja (с фин. Буревестник) — третий студийный альбом финской группы Teräsbetoni. Альбом выпущен 19 марта 2008 лейблом Warner Music Finland. С песней «Missä miehet ratsastaa» группа выступала на конкурсе «Евровидение» в 2008 году, заняв 22 место.

## Список композиций
1. Voiman Vartijat (4:26) ('Стражи силы')
2. Painajainen (4:13) ('Кошмар')
3. Missä Miehet Ratsastaa (3:55) ('Где скачут мужчины')
4. Ukkoshevonen (3:19) ('Конь-гроза')
5. Orjakaleeri (5:24) ('Рабская галера')
6. Paha Sanoo (3:56) ('Зло велит')
7. Teräksen Taakka (5:27) ('Бремя стали')
8. Metallin Voima (4:10) ('Сила металла')
9. Kuumilla Porteilla (4:24) ('У раскаленных врат')
10. Vihollisille (3:52) ('Врагам')
11. Huominen Tulla Jo Saa (5:15) ('Пусть уже приходит завтра')
12. Seiso Suorassa (4:49) ('Встань во весь рост')

## Участники записи
- Яркко Ахола — вокал, бас-гитара
- Арто Ярвинен — гитара (также вокал в песне Kuumilla porteilla)
- Яри Куокканен — ударные
- Вильо Рантанен — гитара